# لين سانت جون
لين سانت جون (بالإنجليزية: Lynn St. John) هو مدرب كرة سلة أمريكي، ولد في 18 نوفمبر 1876 في Union City, Pennsylvania ‏ في الولايات المتحدة، وتوفي في 30 سبتمبر 1950 في كولومبوس في الولايات المتحدة.

## وصلات خارجية
- لين سانت جون على موقع قاعة المشاهير الجامعة الوطنية لكرة السلة (الإنجليزية)
- لين سانت جون على موقع كلية كرة السلة في سبورتس رفرنس.كوم (الإنجليزية)